# 螢幕壁掛支架
螢幕壁掛支架，可簡稱壁掛架，也可稱為電視壁掛架，可將電視掛在牆壁或天花板上，主要目的是節省空間。可節省電視櫃佔去的空間，預防地震或寵物及兒童的碰撞。

## 壁掛架的種類
- 牆板型壁掛架
- 懸臂型壁掛架
- 離牆薄型壁掛架
- 吊頂型壁掛架
- 桌上型壁掛架
- 投影機掛架